# Мотохово
Мотохово (рос. Мотохово) — присілок у Кіриському районі Ленінградської області Російської Федерації.
Населення становить 128 осіб. Належить до муніципального утворення Пчевське сільське поселення.

## Історія
Згідно із законом від 1 вересня 2004 року № 49-оз органом  місцевого самоврядування є Пчевське сільське поселення.

## Населення
| 2007 | 2010 | 2017 |
| ---- | ---- | ---- |
| 126  | ↘86  | ↗128 |